# Monte Osore
Monte Osore (恐山, Osorezan) é uma região montanhosa no centro da remota Península de Shimokita na província de Aomori, Japão.

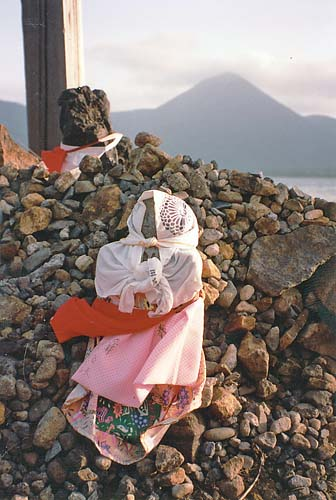
Efígie de uma criança

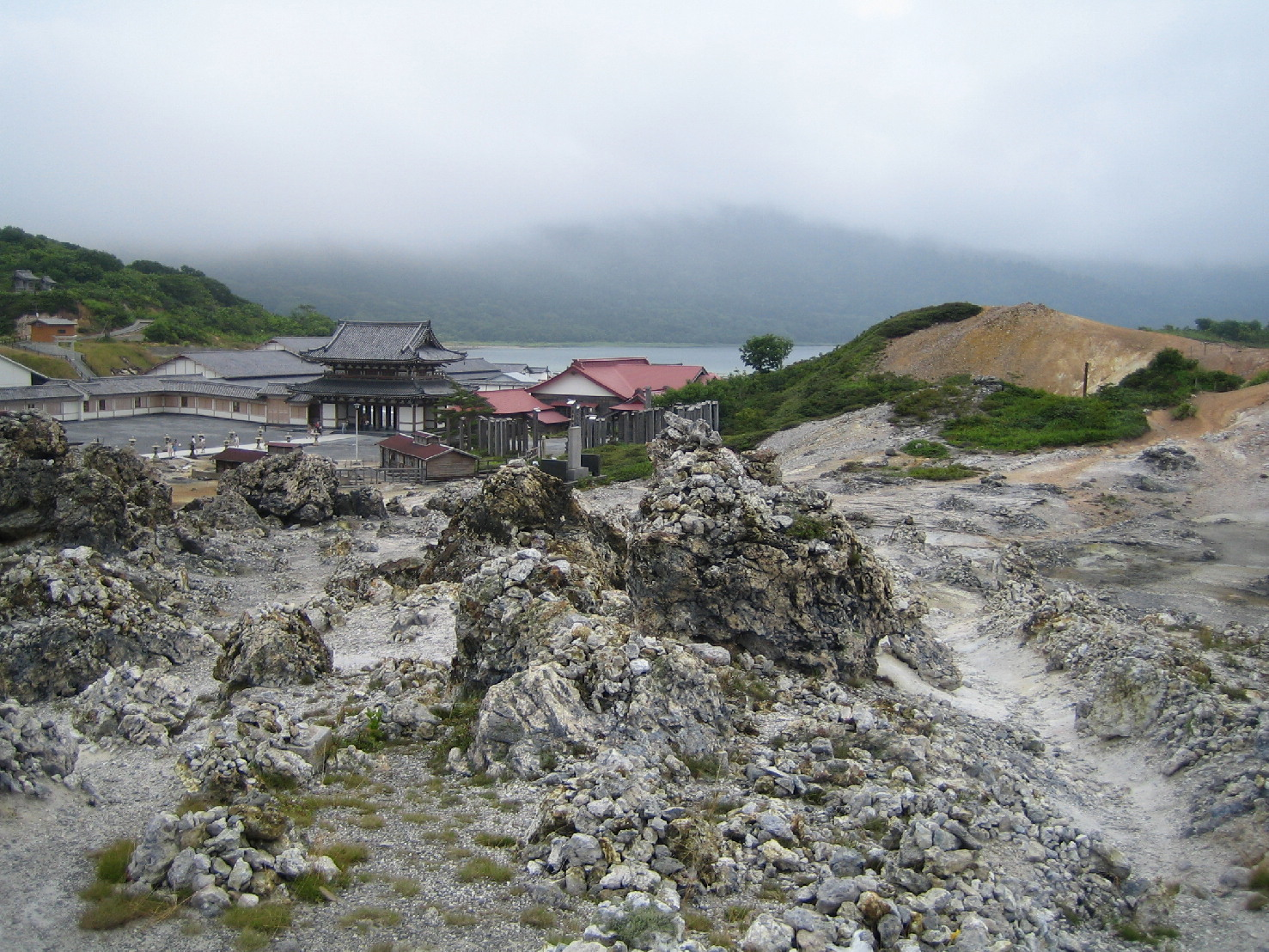

Literalmente Osorezan significa "Monte do Medo", e de acordo com as crenças locais, o Monte Osore marca a entrada para o inferno. Sua reputação vem das ações vulcânicas altamente ativas, que proporcionam explosões rochosas, enchendo os poços de borbulhas de gases nocivos.
No templo Bodai-ji preside-se e acontece o mais importante acontecimento local, o festival semestral Itako Taisai que reúne mediums conhecidos como itako para a comunhão com os espíritos dos mortos.